# Langri Tangpa
Langri Tangpa (tibétain : གླང་རི་ཐང་པ།, Wylie : glang ri thang pa, également Lantanpa , 1054-1123) est un moine bouddhiste de l'école Kadam du bouddhisme tibétain.

## Biographie
Langri Tangpa est né au Tibet central. Son nom personnel est Dorje Senge (tibétain : རྡོ་རྗེ་སེང་གེ།, Wylie : rdo rje seng ge), et le surnom sous lequel il a acquis une grande popularité est associée à la région Langtang où il vivait. Il reçut une éducation religieuse à l'école de kadam, était un élève de Potowa Rinchen Sel. Peu de temps avant la mort de Potowa, il lui a fait le serment de distribuer tous ses biens et de ne jamais vivre longtemps au même endroit. Il était célèbre pour ne jamais sourire, car, selon lui, il ne pouvait rien trouver dans le samsara qui puisse le faire sourire. Il avait la réputation de pleurer sans arrêt, et était surnommé le « lama pleureur ». Pour le 14e dalaï-lama, ceci est lié au fait que ce lama qui méditait sur l'amour et la compassion souhaitait atteindre l'état de sugata et y mener les autres. Une fois, il fit un vœu solennel de ne pas abandonner le monachisme dans toutes ses vies futures et, selon la légende, à ce moment-là, la voix de Palden Lhamo se fit entendre, lui promettant une protection.
Pendant longtemps, il a enseigné à des étudiants, environ deux mille au total, y compris Yarlung Shagshinpa, Shavo Ganpa Padma Zhangchub, Duldzin de Bayag, Lunmopa Dode, Shangqun Nyen, Gar Shanshungpa, Matanpa, Nyemalpa et Khyungpo Naljor, qui le considéraient comme l'incarnation de bouddha Amitabha. Langri Tangpa leur a enseigné selon la méthode de Potowa - les cinq traités de Maitreya (Byams chos sde lnga) et d'autres textes. Il a fondé le monastère Kadampa Langtang, qui a ensuite été transféré à l'école Sakya.
Langri Tangpa est l'auteur de La transformation de l'esprit en huit versets (tibétain : བློ་སྦྱོང་ཚིགས་བརྒྱད་མ།, Wylie : blo sbyong tshigs brgyad ma), qui est considéré comme le récit le plus concentré de la pratique Mahayana du lojong. Il est considéré comme l'une des naissances précédentes de Pabongka Rinpoché, un maître éminent de l'école Gelug du XXe siècle.